# Shumba Patrick Mutukwa
Shumba Patrick Mutukwa   (Hospital Universitari de Lusaka, dècada del 1980) és un actor de cinema i filantrop zambià resident als Estats Units.

## Trajectòria
Va néixer i es va criar a Lusaka fins al final de la primària, quan la seva família es va desplaçar a Livingstone. Va passar a estudiar al Linda Secondary School. Es va unir al grup de teatre de l'església Future Hope Church, on també feia d'acomodador. En haver acabat l'etapa secundària, amb 16 anys, es va mudar als Estats Units, concretament a Atlanta, i allà va començar a dedicar-se a la interpretació.
Va actuar com a extra en la pel·lícula Black Panther de Marvel Studios, en què va interpretar un membre d'una tribu de la frontera del Regne de Wakanda. A més, va contribuir-hi aportant informació sobre la cultura zambiana que es va incloure en l'obra, com l'accent d'algunes llengües africanes per a emular una societat africana.
El 2018, quan es va estrenar Black Panther, va fer una gira de promoció del film al seu país natal, on va rebre un fort reconeixement com a «heroi nacional». De fet, el Govern de Zàmbia va concedir-li el tracte de Very Important Person. Tanmateix, un mes més tard, es van filtrar unes imàtgens que en van capgirar l'opinió pública, ja que mostraven que de jove havia incursionat en la pornografia gai. Això va causar una gran polèmica entorn de la figura de Mutukwa, que va ser titllat de «satànic», tot i que en resposta alguns fans seus van qualificar els més crítics d'«hipòcrites». Pel conservadorisme i el cristianisme imperants al país i la situació del col·lectiu LGBT a Zàmbia, l'actor es va disculpar pels fets. Així mateix, va decidir desactivar temporalment les seves xarxes socials, sobretot pel públic infantil que el seguia. Segons les posteriors declaracions de la seva publicista Larrissa Long al BBC Africa Live, «ni és ni ha estat mai actor de pornografia gai».

## Vida personal
És el tercer de sis germans. És orfe de pare des dels 15 anys. Sap parlar o té nocions de nyanja, lozi, bemba, xhosa i anglès.